# Els assassins de les postals
Els assassins de les postals (títol original en anglès, The Postcard Killings) és una pel·lícula policial estatunidenca del 2020 dirigida per Danis Tanović, protagonitzada per Jeffrey Dean Morgan, Famke Janssen i Cush Jumbo, i basada en la novel·la del 2010 The Postcard Killers de James Patterson i Liza Marklund. La pel·lícula es va estrenar el 13 de març de 2020 i va rebre crítiques negatives. S'ha doblat al català.
El juny de 2012, es va informar que James Patterson estava treballant amb productors europeus per adaptar al cinema la seva novel·la The Postcard Killers, que havia coescrit amb Liza Marklund. El novembre d'aquell any, es va anunciar que s'havia firmat un acord amb la productora Good Films, l'empresa britànica de la productora Miriam Segal, que havia estat darrere de la sèrie Gent del barri. El febrer de 2016, Janusz Kamiński s'havia incorporat al projecte com a director a partir d'un guió de la mateixa Marklund i Tove Alsterdal. L'octubre de 2018, es va informar que Jeffrey Dean Morgan i Connie Nielsen interpretarien els papers de Jacob i Valerie Kanon. El maig de 2019, va transcendir que Famke Janssen substituiria Nielsen com a Valerie i que Kamiński havia abandonat el projecte que llavors el dirigiria Danis Tanović.